# Vârful Lăițel, Munții Făgăraș
Vârful Lăițel este un vârf montan situat în Masivul Făgăraș, având o altitudine de 2.390 metri.

## Accesibilitate
Vârful se află pe creasta Făgărașului între reperele șaua Lăițel și lacul Călțun. Poate fi atins pe traseul de creastă marcat cu bandă roșie, care traversează creasta de la vest la est, traseu care trece peste vârful acestui munte. 